# Роберто Перейра
Роберто Перейра е аржентински професионален футболист, който играе като полузащитник в Ювентус.

## Клубна кариера

### Ривър Плейт
Израства в академията на Ривър Плейт. Дебюта си прави в мач от аржентинската Примера Дивисион срещу отбора на Уракан, който е спечелен с 4 – 0.

### Удинезе
На 31 август 2011 г. подписва 5-годишен договор с италианския Удинезе.

### Под наем в Ювентус
На 25 юли 2014 г. Перейра се присъединява под наем към отбора на Ювентус. Наемът му е в срок от 1 година с клауза за откупуване на играча.

### Ювентус
На 24 юни 2015 г. Ювентус откупува правата на играча за 14 млн. евро. за три години.

## Успехи
Ювентус
- Серия А – 2015, 2016
- Купа на Италия – 2015
- Суперкупа на Италия – 2015